# Cyril Makanaky
Cyril Makanaky (Douala, 28 juni 1965) is een voormalig Kameroens profvoetballer die niet zozeer bekendstond van zijn optredens in het clubvoetbal, maar die deel uitmaakte van het succesvolle Kameroens voetbalelftal dat tijdens de WK voetbal 1990 de wereld verbaasde.
Makanaky begon zijn carrière bij FC Saint-Leu dat toentertijd in de vierde divisie speelde in Frankrijk. Een jaar later maakte hij echter al de overstap naar de hoogste Franse divisie toen hij werd gecontracteerd door Gazélec Ajaccio. Via Sporting Toulon Var, RC Lens en opnieuw Sporting Toulon Var dwong Makanaky een plaats af in de WK selectie van Kameroen in 1990.
Tijdens dat WK speelde Makanaky mee in alle wedstrijden die Kameroen speelde. Het land imponeerde de gehele wereld toen titelverdediger Argentinië in de openingswedstrijd met 1-0 werd verslagen. Uiteindelijk zou Kameroen als eerste Afrikaanse land de kwartfinale bereiken. Daarin werd het na verlenging met 3-2 uitgeschakeld door Engeland, maar hadden de Kameroenezen wel het betere van het spel.
Na het WK vervolgde Makanaky zijn carrière bij Málaga CF, waar hij nauwelijks aan spelen toekwam. Hij vertrok naar Israël om te gaan spelen bij Maccabi Tel Aviv en na daar een jaar gespeeld te hebben liep zijn carrière tegen het einde aan. Via Barcelona Sporting Club, nogmaals Gazélej Ajaccio en opnieuw Barcelona Sporting Club beëindigde Makanaky halverwege 1997 zijn loopbaan als profvoetballer.

## Clubstatistieken
| seizoen | club                    | land      | competitie         | duels | goals |
| ------- | ----------------------- | --------- | ------------------ | ----- | ----- |
| 1985/86 | FC Saint-Leu            | Frankrijk | Division 4         | 30    | 26    |
| 1986/87 | Gazélec Ajaccio         | Frankrijk | Ligue 1            | 18    | 8     |
| 1987/88 | Sporting Toulon Var     | Frankrijk | Ligue 1            | 21    | 3     |
| 1988/89 | RC Lens                 | Frankrijk | Ligue 1            | 14    | 3     |
| 1989/90 | Sporting Toulon Var     | Frankrijk | Ligue 1            | 3     | 0     |
| 1990/91 | Málaga CF               | Spanje    | Segunda División A | 5     | 0     |
| 1991/92 | Málaga CF               | Spanje    | Segunda División B | 10    | 1     |
| 1992/93 | Málaga CF               | Spanje    | Segunda División A | 6     | 0     |
| 1993/94 | Maccabi Tel Aviv        | Israël    | Ligat Ha'Al        | 30    | 5     |
| 1994/95 | Barcelona Sporting Club | Ecuador   | Serie A            | 30    | 9     |
| 1995/96 | Gazélec Ajaccio         | Frankrijk | Ligue National 3   | 34    | 18    |
| 1996/97 | Barcelona Sporting Club | Ecuador   | Serie A            | 17    | 0     |